# Памплона
 Тази статия е за града в Испания.  За града в Колумбия вижте Памплона (Колумбия).  
Пампло̀на (на испански: Pamplona, на баски: Iruña, Ируня) е испански град, административен център на Навара. Разположен е на река Арга, а населението му е 197 138 души към януари 2017 г.
За баския национализъм Памплона е историческата столица на Еускал Ерия.
Има три университета и летище и се свързва с всички испански провинции чрез автомагистрали.
Градът е голям икономически център – най-важните сектори са производството на коли (фабрика на Volkswagen Group), енергия (има много аерогенератори), конструктивен материал и хартия.

## История
Сегашната Памплона е построена на мястото на баския град Ируня (Iruñа). В епохата на Римската империя се е превърнала в град с име Помпаело. Помпаело е основан от Снео Помпейо Магно (Гней Помпей Магнус) в 74 г. пр.н.е. Тук генерал Помпейо основава военно селище, което с времето се превръща в Памплона. Памплона е един от най-древните европейски градове, разположени по поречието на река Арго в Северна Испания. Градчето, основано през 75 г. пр. Хр. от римския пълководец Помпей, е известно с прочутия си фестивал „Свети Фермин“ (от 7 до 14 юли).
Първоначално Памплона се състояла от три по-малки градчета. Всяко от тях било в постоянна война с останалите, докато кралят на Навара – Карлос III, не ги обединил през 1423. От трите градчета са запазени църквите „Свети Доминго“, „Свети Сернин“ и „Свети Николас“.
Памплона е известен най-вече с фестивала „Сан Фермин“. За испанците той е това, което е карнавалът в Рио за бразилците. Провежда се всяка година на бикоборската арена „Памплона Турина“ близо до градските стени в началото на юли и трае девет дни. Преди това до 1893 г. борби с бикове са се организирали и на площада „Пласа дел Кастийо“. Фестивалът е изпълнен с пиене, прекъсвано от всекидневното тичане пред бикове по калдъръмените улици. Пиршествата в града вървят денонощно. Кориди с бикове, балове и концерти, улични фиести, много бира и червено вино потичат по уличките на Памплона. Фестивалът прави от 250-хилядния град място, в което живеят и се веселят около 3 млн. души.
По традиция след най-кървавата улична фиеста в света всяка година има и ранени. Местните власти започват да водят черна статистика на жертвите по време на празненствата още през 1911 г. От бягането пред биковете са загинали общо 16 души.
Фестивалът е кръстен на сан Фермин – светеца – патрон и закрилник на Навара. Хората започват да го честват още от края на XVI век. Корените на фестивала обаче са още по-стари. Те датират от времето, когато Испания приема християнството. Традицията да се пускат бикове по улиците на града, става известна на света, когато през 1923 г. писателят Ърнест Хемингуей отива на място, за да я опише в романа си „И изгрява слънце“ („Фиеста“).

## Население
Населението на града към 2017 г. е 197 138 жители. В града има и голяма българска общност – 2326 души (на трето място след еквадорската и боливийската).
| Демографско развитие на Памплона между 1991 и 2017 |         |         |         |         |         |         |
| 1991                                               | 1996    | 2001    | 2004    | 2005    | 2011    | 2017    |
| 180 372                                            | 166 279 | 183 964 | 191 865 | 193 328 | 195 193 | 197 138 |

## Спорт
Представителният футболен отбор на града носи името „Осасуна“. Състезава се в испанската Примера дивисион.
Другият професионален отбор в града е хандбалният „Сан Антонио“, който е два пъти шампион на Испания и веднъж европейски клубен шампион (2001).

## Побратимени градове
- Байон (Франция)
- Падерборн (Германия)
- Ямагучи (Япония)
- Памплона Колумбия

## Външни перпратки
- Уебсайт на града Архив на оригинала от 2011-02-26 в Wayback Machine.